# Bromus orcuttianus
Bromus orcuttianus är en gräsart som beskrevs av George Vasey. Bromus orcuttianus ingår i släktet lostor, och familjen gräs. Inga underarter finns listade i Catalogue of Life.